# Hof van Beroep van Bergen

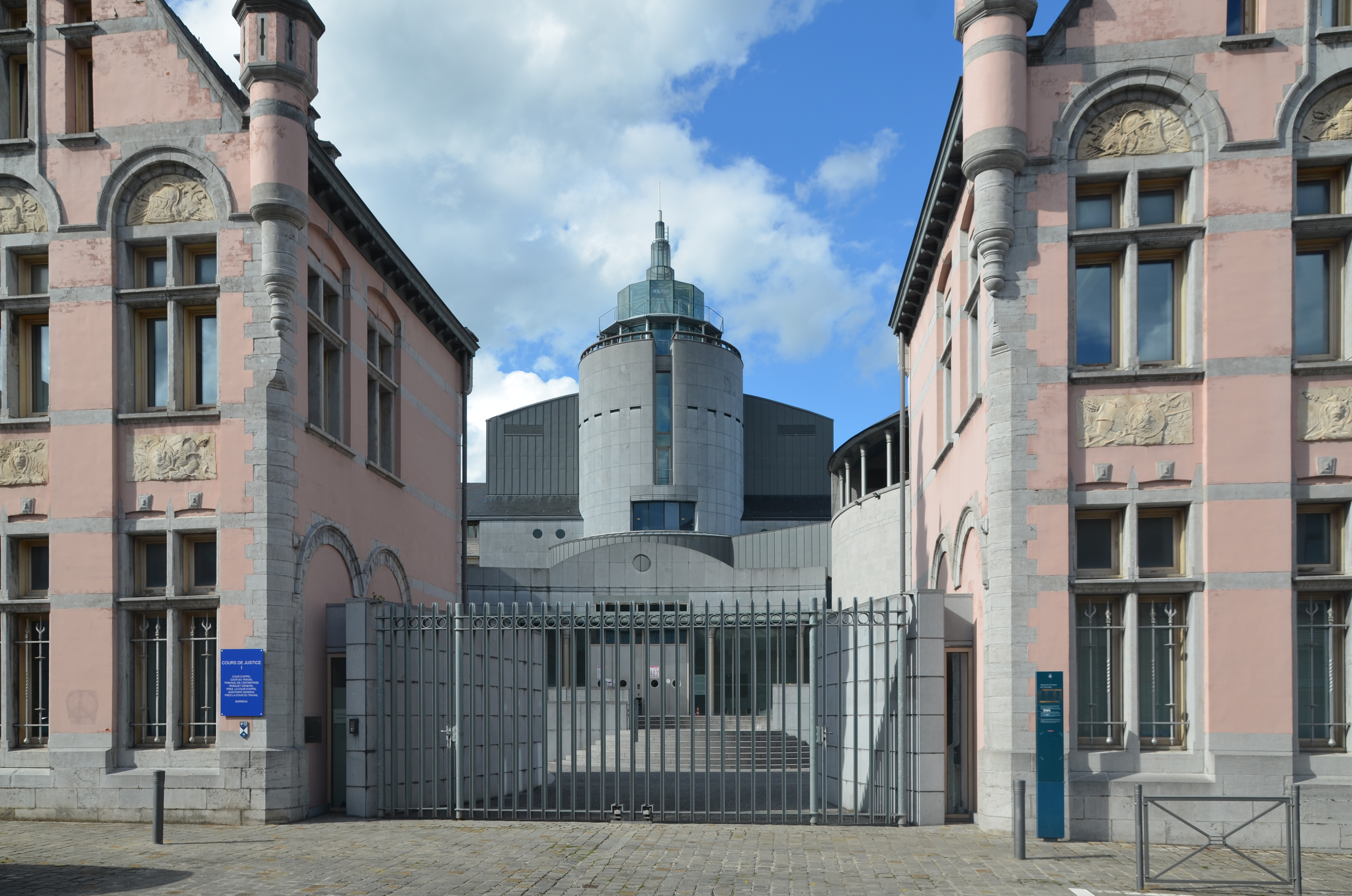
Gerechtsgebouw (Cours de Justice) in Bergen

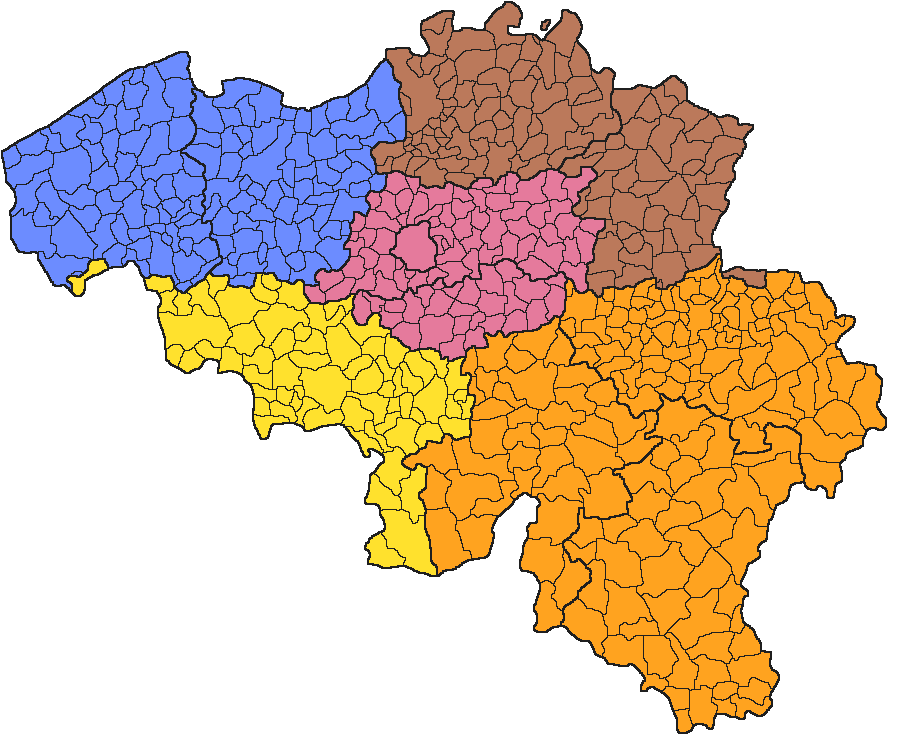
Rechtsgebied van het hof van Beroep van Bergen (gele kleur)

Het Hof van Beroep van Bergen (Frans: Cour d'appel de Mons) is een van de vijf hoven van beroep in België. Het maakt deel uit van de piramidale rechterlijke organisatie en is gevestigd in het gerechtsgebouw van Bergen. 

## Bevoegdheid
Territoriaal is het hof bevoegd voor het gerechtelijk gebied Bergen. 
Materieel heeft Bergen dezelfde civiele en penale bevoegdheden als de andere hoven van beroep. Het hof neemt kennis van de beroepen tegen de vonnissen van twee rechtbanken, met elk drie afdelingen:
- de rechtbank van eerste aanleg en de ondernemingsrechtbank van het gerechtelijk arrondissement Henegouwen, afdeling Bergen
- de rechtbank van eerste aanleg en de ondernemingsrechtbank van het gerechtelijk arrondissement Henegouwen, afdeling Charleroi
- de rechtbank van eerste aanleg en de ondernemingsrechtbank van het gerechtelijk arrondissement Henegouwen, afdeling Doornik

## Organisatie
Het bijzonder reglement van het Hof van Beroep van Bergen voorziet in drie secties:
- burgerlijke sectie (16 kamers en een bureau voor rechtsbijstand)
- penale sectie (5 correctionele kamers)
- sectie familie en jeugd (10 kamers)

Er zijn kamers met drie magistraten en kamers met een alleenzetelende magistraat.

## Geschiedenis
Het Hof van Beroep van Bergen is opgericht door de grondwetswijziging van 11 juni 1970 (huidig artikel 156 van de Belgische Grondwet). Voorheen behoorde Henegouwen tot het rechtsgebied van het Hof van Beroep van Brussel. De afsplitsing kreeg gestalte door een wet van 1974 en werd operationeel op 26 januari 1975.

## Voetnoten
1. ↑  Règlement particulier de la Cour d'appel de Mons (2015)
2. ↑  Artikel 15 van de Wet van 26 juni 1974 betreffende de inwerkingtreding en de uitvoering van artikel 104 van de Grondwet